# Curtia
Curtia es un género  de plantas con flores perteneciente a la familia Gentianaceae. Es originario del centro y sur de América. Comprende 14 especies descritas y de estas, solo 11 aceptadas.

## Descripción
Son hierbas erectas  anuales, las cuales no suelen ser muy llamativas.  Los tallos son cilíndricos  a cuadrangulares. Con las hojas como escamas, lineares a ovadas o elípticas, opuestas o a veces en verticilos (hasta 8 en cada verticilo ). Las inflorescencias laxas se presentan en una cima.  Las flores de color  amarillo, pálido color lila, rosa o púrpura, a veces peluda en el interior, se presentan en forma de embudo. El fruto es una cápsula pequeña.

## Taxonomía
El género fue descrito por Cham. & Schltdl. y publicado en Linnaea 1: 209–210, t. 4, f. 2. 1826.
Etimología
Curtia: nombre genérico otorgado en honor del botánico Curt Polycarp Joachim Sprengel.

## Especies aceptadas
A continuación se brinda un listado de las especies del género Curtia aceptadas hasta marzo de 2014, ordenadas alfabéticamente. Para cada una se indica el nombre binomial seguido del autor, abreviado según las convenciones y usos.
- Curtia ayangannae L.Cobb & Jans.-Jac.[6]
- Curtia conferta Knobl.
- Curtia confusa Grothe & Maas
- Curtia diffusa Cham.c
- Curtia intermedia (Progel) Knobl.
- Curtia malmeana Gilgc
- Curtia obtusifolia Knobl.
- Curtia patula Knobl.
- Curtia pusilla (Griseb.) Knobl.c
- Curtia tenuifolia Knobl.
- Curtia verticillaris Knobl.